# Борков (село)
Бо́рков (укр. Бірків) — село на Украине, находится в Литинском районе Винницкой области.
Код КОАТУУ — 0522480801. Население по переписи 2001 года составляет 579 человек. Почтовый индекс — 22352. Телефонный код — 4347.
Занимает площадь 0,213 км².
В селе действует храм Покрова Пресвятой Богородицы Литинского благочиния Винницкой епархии Украинской православной церкви.

## Известные уроженцы
- Валигура, Яков Степанович (1920—1997)  —медик, педагог, профессор, доктор медицинских наук, заслуженный работник высшей школы УССР.

## Адрес местного совета
22352, Винницкая область, Литинский р-н, с. Борков, ул. Гагарина, 52